# Floresta Nacional do Crepori
A Floresta Nacional do Crepori é  uma área de conservação ambiental federal do Brasil localizada no Pará. É administrada pelo Instituto Chico Mendes de Conservação da Biodiversidade (ICMBio).
A floresta permite o uso sustentável de recursos naturais e mineração.
É o lar de uma rica biodiversidade incluindo diversas espécies de animais ameaçados.

## Localização

Rascunho do mapa do Tapajós. 15. Flona do Crepori

A Floresta Nacional do Crepori está localizada no sudoeste do Pará entre os municípios de Itaituba e Jacareacanga.
Possui uma área de 196 503,94 ha (1 965,0 km²).
Ela é contígua à Área de Proteção Ambiental do Tapajós ao norte e leste e ao Terra Indígena Munduruku ao oeste.
A altitude varia entre 100m e 300m.
A Flona recebeu seu nome do Rio Crepori, um importante afluente da margem direita do Rio Tapajós, que nasce na Serra do Cachimbo a 450m na divisa entre os municípios de Itaituba e Jacareacanga.

## História
A Flona do Crepori foi criada por decreto federal em 13 de fevereiro de 2006 com o objetivo de promover múltiplos usos sustentáveis dos recursos florestais, manutenção e proteção dos recursos hidrológicos e da biodiversidade, e desenvolvimento de métodos para exploração sustentável de recursos naturais.
A mineração é permitida em áreas específicas.
Ela é classificada como Categoria IUCN de área protegida VI (área protegida com uso sustentável de recursos naturais).
O conselho consultivo foi criado em 14 de maio de 2009.
Em 17 de novembro de 2009 um grupo de trabalho foi criado para coordenar a elaboração de propostas de consolidação e de instrumentos de gestão para as Florestas Nacionais do Amaná, Crepori, de Altamira, do Jamanxim, de Trairão, de Itaituba I e de Itaituba II no estado do Pará.
O plano de manejo foi aprovado em 10 de março de 2010.
A lei 12678 de 25 de junho de 2012 alterou os limites da Flona do Crepori, reduzindo sua área em 856 ha destinando a área para a construção da UHE de Jatobá no Rio Tapajós. 
Esta redução diminuiu cerca de 0.2% da floresta, de 740 661 ha para 739 806 ha.

## Meio Ambiente
As temperaturas variam entre 23 C a 27 C com uma média de 25 C.
A média de chuva anual é 2 500 mm.
O solo tem a ocorrência de argissolos vermelho-amarelos (40.77% da área), latossolos amarelos (32.89%) e latossolos vermelho-amarelos (18.38%).
A vegetação é de cerca de 88% de floresta ombrófila densa e 11% de floresta ombrófila aberta.
A flora possui grande diversidade.
231 taxa de espécies ou morfoespécies foram identificadas em 40 famílias botânicas.
As famílias com maior número de espécies são Orchidaceae (38), Araceae (34), Arecaceae (29), Rubiaceae (11), Marantaceae (10) e Bromeliaceae (9). 
Estas famílias contribuem com 56.27% de todos os taxa identificados na Flona.
Muitos dos taxa são largamente distribuídos, porém alguns são muito restritos a ambientes específicos.
Dois exemplos de espécies raras que podem ser encontradas nas florestas aluviais incluem a Bromeliaceae Fosteella batistana, bromélia de substrato rochoso que consta na lista nacional de espécies ameaçadas de extinção, além de uma espécie sem nome de Arecaceae, uma palmeira só encontrada na área de baixio.
Há uma espécie de Bromeliaceae ainda não identificada do gênero Aechmea que foi encontrada em apenas um ponto na floresta.
A floresta é lar de espécies endêmicas da bacia amazônica tais como Boto cor de rosa (Inia geoffrensis) e o tucuxi (Sotalia fluviatilis). Não haviam registros da presença dos primatas macaco-aranha (Ateles marginatus) e Cuxiú (Chiropotes albinasus) na bacia do Tapajós até eles serem avistados na Flona do Crepori. Espécies endêmicas de passáros incluem o jacamim-de-costas-verdes (Psophia viridis), saripoca-de-gould (Selenidera gouldii) e o araçari-miudinho-de-bico-riscado (Pteroglossus inscriptus).

## Leitura Adicional
- «Resumo Executivo» (PDF), Plano de Manejo da Floresta Nacional do Crepori, Localizada no Estado do Pará, Curitiba/PR: ICMBio, Março 2010